# Кавкаски тетреб
Кавкаски тетреб (Tetrao mlokosiewiczi) је велика птица из породице тетреба. Ова врста веома личи на тетреба рушевца (T. tetrix). Станиште врсте су региони југоисточне Европе. Научно име ове птице је дато према имену пољског природњака Лудвика Млокосиевича.

## Опис
Споља гледано, ова врста јако подсећа на тетреба рушевца (T. tetrix), али се разликује од њега по величини и облику репа.
Мужјак је величине 50-55 cm тежине 1,1 kg, мат баршунасто црне боје, готово да нема сјај на крилима, црвених обрва, са стреластим репом. Женке су величине 37-42 cm, тежине 0,95 kg, шароликог перја, црвенкасто-браон боје са тамним пругама.

## Станиште
Ендемска је врста присутна само на Кавказу у Русији, Азербејџану, Јерменији, Грузији, Турској. Она живи на висини до 3.300 m, а гнезди се на висинама око 2.600 m надморске висине. Насељава шуму са рододендроном и шипком, као и висоравни обрасле патуљастом брезом и смреком.

## Размножавање
Гнездо формира на земљи, у жбуњу или на ливадским падинама. Женка полаже око 6 јаја и на њима лежи 25 дана. Мужјаци почињу да се размножавају са 2 године, а женке са 1 годином старости.

## Исхрана
Лети се кавкаски тетреб храни цвећем, стабљикама и листовима лековитог биља, бобицама и инсектима, а зими пупољцима, бобицама и семеном брезе.

## Угрожавање
У првом издању Црвене књиге СССР (1978), кавкаски тетреб је наведен у категорији ретких птица. У Црвеној књизи из 1984. године ова врста је наведена у петој категорији, „нестанак - опасност прошла”, али ова врста је још увек у опасности. Главна опасност за њега су криволов и испаша стоке. Говеда уништавају гнезда и младунце, а осим тога велика опасност за тетреба је и пастирски пас.
На Црвеној листи, МСОП-96, налази се попис заштићених територија у Русији са аспекта заштићености ове врсте тетреба и то су резервати: Кавказа, Тебердински, Северне Осетије и Кабардино.
И на међународној листи угрожености IUCN3.1 ова врста тетреба је у категорији „скоро угрожен”

## Слике
Кавкаски тетреб је присутан на следећим поштанским маркама::
- Мужјак на марци Азербејџана 1994. година (номинал 120 m.)
- Два мужјака на марци Азербејџана 1994. година (номинал 100 m.)
- Женка на марци Азербејџана 1994. година (номинал 50 m.)
- Женка на марци Азербејџана 1994. година (номинал 80 m.)
- Женка на марци Азербејџана 1995. година (номинал 500 m.)
- Мужјак на марци Азербејџана 1995. година (номинал 1000 m.)
- Мужјак на марци Грузије 1994. година (номинал 15)
- Мужјак на марци Ирана 1974. година у серији «International wildlife protection conference» (номинал 8 r.)

- Женка кавкаског тетреба на марци Азербејџана 1995. година
- Мужјак кавкаског тетереба на марци Азербејџана 1995. година
- Кавкаски тетреб на руском сребном новчићу (1995 год)[7]
- Кавкаски тетреб на руском новцу (50 рубљи, 1999 год)[8]